# Andreas Tölzer
Andreas Tölzer (Bonn, 27 gennaio 1980) è un judoka tedesco, vincitore della medaglia di bronzo nella categoria oltre i 100 kg alle Olimpiadi del 2012.

## Palmarès
- Giochi olimpici estivi

2012 - Londra: bronzo nella categoria oltre i 100 kg.
- Campionati mondiali di judo

2010 - Tokyo: argento nella categoria oltre i 100 kg.
2011 - Parigi: argento nella categoria oltre i 100 kg.
2013 - Rio de Janeiro: bronzo nella categoria oltre i 100 kg.
- Campionati europei di judo

2003 - Düsseldorf: bronzo nella categoria Open.
2006 - Tampere: oro nella categoria oltre i 100 kg.
2007 - Belgrado: bronzo nella categoria oltre i 100 kg.